# Ale Oak
Ale Oak – wieś w Anglii, w hrabstwie Shropshire. Leży 40 km na południowy zachód od miasta Shrewsbury i 232 km na północny zachód od Londynu.